# Reggenza di Lamongan
La reggenza di Lamongan (in indonesiano: Kabupaten Lamongan) è una reggenza dell'Indonesia, situata nella provincia di Giava Orientale.